# Наближення до майбутнього
«Наближення до майбутнього» — радянський художній фільм 1986 року, знятий режисером Суреном Шахбазяном на Кіностудії ім. О. Довженка.

## Сюжет
Один із прототипів головного героя — основоположник радянської кібернетики академік Віктор Михайлович Глушков. Герой картини — академік Сергій Васильович Лунін, директор Київського НДІ інформатики — працює над впровадженням проєкту «Єдність» у підприємства єдиного відомства. За його розрахунками, ця глобальна інформаційна мережа має значно скоротити кількість проміжних інстанцій і, відповідно, час прийняття рішень. У Луніна з'являються супротивники. Незважаючи на різке погіршення здоров'я, герой їде на Новогірський тракторний завод і там з'ясовує справжню причину простоїв, а отже, причину приховування даних. Знаючи, що жити йому залишається пів року, Лунін відмовляється від операції й робить все можливе, щоб захистити свій проєкт.

## У ролях
- В'ячеслав Тихонов — Лунін
- Марина Левтова — Саша Крапівіна
- Борис Халєєв — головна роль
- В'ячеслав Єзепов — головна роль
- Павло Махотін — Верховцев
- Євгенія Уралова — Луніна
- Андрій Градов — роль другого плану
- Станіслав Молганов — роль другого плану
- Олексій Горбунов — роль другого плану
- Олександр Мовчан — 'директор заводу
- Геннадій Донягін — Мороз
- Микола Шутько — тваринник
- Василь Фущич — начальник цеху
- Юрій Волков — академік Стрельцов
- Сергій Пономаренко — головний інженер
- Валерій Наконечний — роль другого плану
- Олена Чекан — роль другого плану
- Олена Іллєнко — роль другого плану
- Ольга Реус-Петренко — епізод
- Алім Федоринський — епізод
- Олександр Биструшкін — епізод

## Знімальна група
- Режисер — Сурен Шахбазян
- Сценарист — Юрій Щербак
- Оператор — Олександр Шумович
- Композитор — Валентин Сильвестров
- Художник — Віталій Шавель